# Le Bosc (Hérault)
Le Bosc település Franciaországban, Hérault megyében. Lakosainak száma 1406 fő (2022. január 1.). Le Bosc Celles, Ceyras, Clermont-l’Hérault, Lacoste, Lodève, Le Puech, Saint-Guiraud, Saint-Jean-de-la-Blaquière, Saint-Privat, Soumont és Usclas-du-Bosc községekkel határos.

## Népesség
A település népességének változása:
| Lakosok száma | 658  | 651  | 679  | 1046 | 1307 | 1329 | 1345 | 1362 | 1371 | 1406 |
|               | 1968 | 1982 | 1990 | 2006 | 2013 | 2015 | 2017 | 2019 | 2020 | 2022 |